# فهرست مالکان باشگاه فوتبال استقلال تهران

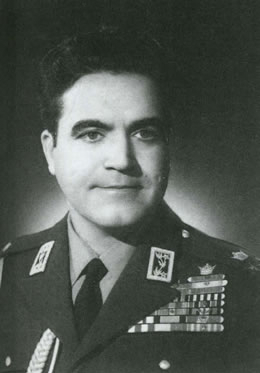
خسروانی، از موسسین نخستین و مالک باشگاه در بیش از دو دهه

فهرست مالکان باشگاه فوتبال استقلال تهران افراد و نهادهایی را دربر می‌گیرد که در تاریخ باشگاه فوتبال استقلال مالک این تیم بوده‌اند. استقلال با نام نخستین دوچرخه‌سواران در ۴ مهر ۱۳۲۴ در تهران تاسیس شد، در ۲۲ بهمن ۱۳۲۸ نامش را به تاج تغییر داد و در فروردین ۱۳۵۸ مجدداً نام این باشگاه عوض شد و این بار استقلال نام گرفت.
موسسین نخستین باشگاه نخستین مالکان این باشگاه نیز بودند، در زمستان ۱۳۲۸ پرویز خسروانی، از موسسین باشگاه، به تنهایی مالکیت باشگاه را بر عهده گرفت. خود خسروانی در آذر ۱۳۴۷ سازمان ورزشی و فرهنگی تاج را تاسیس کرد و مالکیت باشگاه از شخص خسروانی به این سازمان منتقل شد. در مهر ۱۳۵۸ و در پی پیروزی انقلاب ۱۳۵۷ ایران سازمان ورزشی و فرهنگی تاج با مصوبه مجلس ایران به سازمان تربیت بدنی واگذار شد. این سازمان مالک این باشگاه بود تا آن‌که در سال ۱۳۸۴ مالکیت این باشگاه به وزارت تازه تاسیس رفاه ایران واگذار شد. دوران مالکیت وزارت رفاه بسیار کوتاه بود و یک سال بعد سازمان تربیت بدنی دوباره مالکیت استقلال را بر عهده گرفت. در سال ۱۳۸۹ با انحلال سازمان تربیت بدنی و تاسیس وزارت ورزش به عنوان جانشین این سازمان مالکیت باشگاه استقلال نیز به این وزارت رسید که تا اردیبهشت ۱۴۰۳ مالک این تیم بود که در واگذاری ۳ اردیبهشت ۱۴۰۳ به شرکت صنایع پتروشیمی خلیج فارس رسید که تا به امروز نیز ادامه دارد.

## پیشینه

نشان‌واره سازمان ورزشی و فرهنگی تاج، در پاییز ۱۳۴۷ پرویز خسروانی این سازمان را تاسیس کرد و مالکیت باشگاه فوتبال تاج را به این سازمان منتقل کرد

### ۲۸–۱۳۲۴: مالکین نخستین
در ۴ مهر ۱۳۲۴ تعدادی از علاقه‌مندان به ورزش دوچرخه‌سواری دارای عنوان قهرمانی کلوپ دوچرخه‌سواران در دفتری در نزدیکی خیابان فردوسی تهران ایجاد کردند. نواب (دوچرخه‌ساز)، میرزایی (نجار)، خشایی (نگهبان بانک)، خسروانی (افسر ارتش) و جانان‌پور (کارمند تربیت بدنی) موسسین این کلوپ بودند. چند ماه بعد و در اسفند همان سال تیم فوتبال این کلوپ نیز تاسیس شد. این افراد نخستین مالکین این باشگاه بودند.

### ۴۷–۱۳۲۸: پرویز خسروانی
در اواخر سال ۱۳۲۸ پرویز خسروانی به تنهایی امتیاز باشگاه را در اختیار گرفت و نام باشگاه را نیز از دوچرخه‌سواران به تاج تغییر داد. خسروانی تا ۱۳۴۷ شخصاً مالک باشگاه فوتبال تاج بود.

### ۵۷–۱۳۴۷: سازمان تاج
در آذر ۱۳۴۷ خسروانی سازمان ورزشی و فرهنگی تاج را تاسیس کرد. مالکیت باشگاه فوتبال تاج در این زمان از شخص خسروانی به این سازمان منتقل شد. خسروانی این سازمان و دارایی‌هایش را وقف عام کرد.

### ۸۴–۱۳۵۸: سازمان تربیت بدنی
در بهمن ۱۳۵۷ و چند روز پس از پیروزی انقلاب ایران دفتر مرکزی سازمان تاج توسط نیروهای انقلابی اشغال شد. تمامی دارایی‌ها منقول و غیرمنقول این سازمان نیز مصادره شد. در نهایت و پس از کش و قوس‌های فراوان بر اساس مصوبه مجلس شورای اسلامی در مهر ۱۳۵۸ این سازمان و تمامی دارایی‌هایش، از جمله باشگاه فوتبال تاج (که در این زمان نامش به استقلال تغییر کرده بود) به سازمان تربیت بدنی رسید. بدین ترتیب این سازمان به عنوان مالک جدید این باشگاه شناخته شد.

### ۸۵–۱۳۸۴: وزارت رفاه
طی توافقی بین سازمان تربیت بدنی و وزارت رفاه مالکیت باشگاه استقلال به مدت ده سال به وزارت رفاه واگذار شد. دوران این مالکیت چندان طول نکشید و وزارت رفاه به سرعت از تیم‌داری انصراف داد و استقلال مجدداً به سازمان تربیت بدنی واگذار شد.

### ۸۹–۱۳۸۵: سازمان تربیت بدنی
بعد از انصراف وزارت رفاه از تیم‌داری سازمان تربیت بدنی تا زمان انحلالش در ۱۳۸۹ مالک دوباره این باشگاه شد.

### ۱۴۰۳–۱۳۸۹: وزارت ورزش
در ۱۳۸۹ وزارت ورزش و جوانان تاسیس شد و این وزارت‌خانه جایگزین سازمان تربیت بدنی شد و بدین ترتیب مالکیت باشگاه استقلال نیز به این وزارت تازه تاسیس رسید.

### هم‌اکنون–۱۴۰۳: شرکت صنایع پتروشیمی خلیج فارس
در سوم اردیبهشت ۱۴۰۳، شرکت صنایع پتروشیمی خلیج فارس به همراه ۴ شرکت زیر مجموعه آن شامل شرکت‌های پتروشیمی شهید تندگویان، پتروشیمی بوعلی سینا،  پتروشیمی پارس و پتروشیمی بندر امام در مجموع ۸۵ درصد از سهام باشگاه استقلال را در مزایده فرابورس خریداری کردند.

## فهرست
| فهرست مالکان باشگاه فوتبال استقلال تهران | فهرست مالکان باشگاه فوتبال استقلال تهران | فهرست مالکان باشگاه فوتبال استقلال تهران | فهرست مالکان باشگاه فوتبال استقلال تهران |
| نام                                      | دوران                                    | دوران                                    | منبع                                     |
| نام                                      | آغاز                                     | پایان                                    | منبع                                     |
| ---------------------------------------- | ---------------------------------------- | ---------------------------------------- | ---------------------------------------- |
| هیئت موسسان نخستین                       | ۱۳۲۴                                     | ۱۳۲۸                                     |                                          |
| پرویز خسروانی                            | ۱۳۲۸                                     | ۱۳۴۷                                     |                                          |
| سازمان ورزشی و فرهنگی تاج                | ۱۳۴۷                                     | ۱۳۵۷                                     |                                          |
| سازمان تربیت بدنی ایران                  | ۱۳۵۸                                     | ۱۳۸۴                                     |                                          |
| وزارت رفاه و تامین اجتماعی ایران         | ۱۳۸۴                                     | ۱۳۸۵                                     |                                          |
| سازمان تربیت بدنی ایران                  | ۱۳۸۵                                     | ۱۳۸۹                                     |                                          |
| وزارت ورزش و جوانان ایران                | ۱۳۸۹                                     | ۱۴۰۳                                     |                                          |
| شرکت صنایع پتروشیمی خلیج‌فارس             | ۱۴۰۳                                     | هم اکنون                                 | [ ۷ ]                                    |